# Too Old to Die Young
Too Old to Die Young es una serie de televisión web de drama criminal estadounidense creada por Nicolas Winding Refn y Ed Brubaker que se estrenó en Amazon Prime Video el 14 de junio de 2019.

## Sinopsis
Un afligido oficial de policía que, junto con el hombre que le disparó a su compañero, se encuentra a sí mismo en un mundo subterráneo lleno de sicarios de la clase trabajadora, soldados de Yakuza, asesinos del cártel enviados desde México, capitanes de la mafia rusa y pandillas de asesinos de adolescentes.

## Reparto

### Principales
- Miles Teller como Martin Jones
- Augusto Aguilera como Jesús
- Cristina Rodlo como Yaritza
- Nell Tiger Free como Janey
- John Hawkes como Viggo

### Recurrentes
- Jena Malone como Diana
- William Baldwin como Theo
- Callie Hernandez como Amanda
- Babs Olusanmokun como Damian
- Roberto Aguire como Miguel
- Hart Bochner
- Carlotta Montanari como Magdalena
- George Payne
- Chris Coppola como Melvin Redmond
- Joanna Cassidy como Eloise
- Maxine Bahns como Rebecca Gilkins
- Brad Hunt como Rob Crockett
- Mak Takano como Yakuza Boss
- Hideo Kojima como Assassin
- Callan Mulvey como Keith Redford
- James Urbaniak

## Producción

### Desarrollo
El 8 de febrero de 2017, se anunció que Amazon Prime Video había otorgado un pedido de la producción de la serie de diez episodios. La serie fue programada para ser escrita por Nicolas Winding Refn y Ed Brubaker quienes también fueron productores ejecutivos junto a Jeffrey Stott. Además, se esperaba que Refn dirigiera todos los episodios de la serie y Rachel Dik y Alexander H. Gayner serían los productores. El 3 de abril de 2019, se anunció que la serie se estrenaría el 14 de junio de 2019.

### Casting
El 27 de marzo de 2017, se anunció que Miles Teller había sido elegido para el papel principal. El 21 de noviembre de 2017, se anunció que Billy Baldwin, Jena Malone, John Hawkes, Cristina Rodlo, Augusto Aguilera, Nell Tiger Free, Babs Olusanmokun, y Callie Hernandez fueron elegidos. El 7 de febrero de 2018, se informó que Hart Bochner fue elegido en un rol recurrente. El 29 de agosto de 2018, Refn anunció a través de su cuenta oficial de Twitter que George Payne había sido elegido.